# District de Katonkaragaï
Le district de Katonkaragaï (en kazakh : Қатонқарағай ауданы) est un district du Kazakhstan-Oriental au Kazakhstan. 

## Géographie
Le centre administratif du district est la ville de Ulken Narym.

## Démographie
Le district a une population estimée de 28 008 habitants en 2013.